# ارین لاولس
ارین لاولس (انگلیسی: Erin Lawless؛ زادهٔ ۶ مهٔ ۱۹۸۵) بازیکن بسکتبال اهل ایالات متحده آمریکا است.